# Walter Goodfellow
Walter Goodfellow (1866–1953) was een Britse verzamelaar van zoölogische specimens en vogelkundige. Hij begon zijn carrière met het verzamelen voor musea. Later concentreerde hij zich op het vangen van vogels voor privé-collecties. Hij ging daarbij selectief te werk. Vogels die niet geschikt waren om in een kooi te houden, liet hij los en hij weigerde het verzamelen van vogels alleen voor hun sierveren die in de mode-industrie werden gebruikt.
Meer dan veertig jaar lang maakte hij verzamelreizen in Midden- en Zuid-Amerika, Taiwan, de Filipijnen, Nieuw-Guinea en Melville-eiland ten noorden van Australië. Zijn meest bekende ontdekking is die van de mikadofazant (Syrmaticus mikado) op Taiwan die in 1906 door William Robert Ogilvie-Grant geldig werd beschreven. Zeker drie soorten vogels zijn naar hem vernoemd omdat hij ze had ontdekt zoals de taiwangoudhaan (Regulus goodfellowi). Hij ontdekte ook nieuwe zoogdieren zoals de goodfellowboomkangoeroe (Dendrolagus goodfellowi).
In 1909-1910 was hij de leider van de Expeditie van de British Ornithologist's Union naar Nederlands Nieuw-Guinea, maar moest na tien maanden voortijdig geëvacueerd worden wegens ziekte. 

## Bron
- Dit artikel of een eerdere versie ervan is een (gedeeltelijke) vertaling van het artikel Walter Goodfellow op de Engelstalige Wikipedia, dat onder de licentie Creative Commons Naamsvermelding/Gelijk delen valt. Zie de bewerkingsgeschiedenis aldaar.